# Håkon Aasnes
Håkon Aasnes (né le 13 février 1943 à Oslo) est un auteur de bande dessinée norvégien. 
Spécialisé dans les strips humoristiques, il a notamment créé Seidel og Tobram (no) (1972-1991), Annika (no) (1991-2016), et repris les séries classiques  Smørbukk (en) (en 1983) et Nr. 91 Stomperud (no) (en 2005).

## Distinction
- 2017 : prix Sproing de la meilleure bande dessinée norvégienne pour Smørbukk